# Ernest Henry

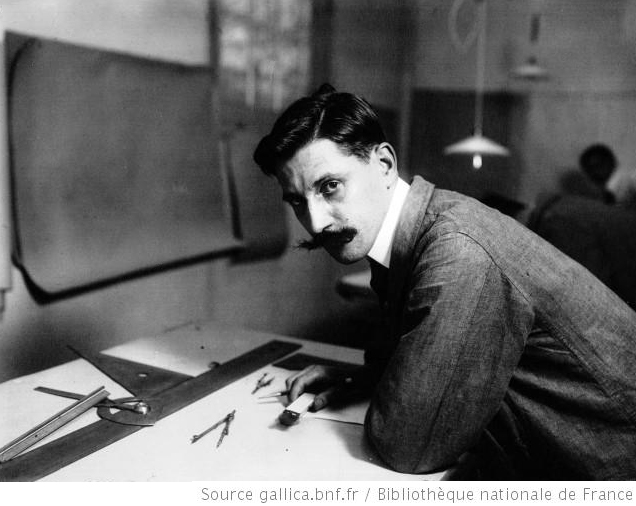
Ernest Henry

Ernest Henry (* 2. Januar 1885 in Genf; † 9. Dezember 1950 in Paris) war ein Schweizer Ingenieur, der massgeblich an der Entwicklung des modernen Viertaktmotors beteiligt war.
1912 konstruierte er für Peugeot einen Vierventilmotor mit zwei obenliegenden Nockenwellen, der u. a. im Rennmotorrad Peugeot 500 Sport Verwendung fand. Peugeot gewann mit Henry-Motoren im Automobilbau mehrfach die 500 Meilen von Indianapolis. Daneben erfand er 1919 den Tassenstössel und zeigte sich für den Achtzylindermotor des Herstellers Établissements Ballot verantwortlich, mit dem Jules Goux den Großen Preis von Italien 1921 gewann.